# Chotěboř
Chotěboř (en allemand : Chotieborsch, auparavant également Potiworz) est une ville du district de Havlíčkův Brod, dans la région de Vysočina, en Tchéquie. Sa population s'élevait à 9 109 habitants en 2023.

## Géographie
Chotěboř se trouve à 15 km au nord-est de Havlíčkův Brod, à 37 km au nord de Jihlava et à 97 km au sud-est de Prague.
La commune est limitée par Nejepín, Uhelná Příbram, Nová Ves u Chotěboře et Maleč au nord, par Libice nad Doubravou, Dolní Sokolovec, Sobíňov et Krucemburk à l'est, par Slavětín, Oudoleň, Jitkov, Česká Bělá et Kojetín au sud, et par Rozsochatec, Čachotín et Jilem à l'ouest.

## Histoire
La première mention écrite de la ville date de 1265. Elle se trouve dans la région historique de Bohême.
Jusqu'en 1867, la ville faisait partie de l'empire d'Autriche, puis d'Autriche-Hongrie (partie autrichienne) jusqu'en 1918, district de Chotěboř, un des 94 Bezirkshauptmannschaften de Bohême. Elle a ensuite suivi l'histoire de la Tchécoslovaquie puis, depuis 1992, de la Tchéquie.

## Population
Recensements (*) ou estimations de la population :
| 1869* | 1880* | 1890* | 1900* | 1910* | 1921* |
| ----- | ----- | ----- | ----- | ----- | ----- |
| 6 496 | 6 675 | 6 254 | 6 595 | 7 020 | 7 154 |

| 1930* | 1950* | 1961* | 1970* | 1980* | 1991* |
| ----- | ----- | ----- | ----- | ----- | ----- |
| 6 825 | 6 560 | 7 736 | 8 111 | 9 407 | 9 352 |

| 2001* | 2011* | 2014  | 2015  | 2016  | 2017  |
| ----- | ----- | ----- | ----- | ----- | ----- |
| 9 870 | 9 345 | 9 480 | 9 444 | 9 385 | 9 343 |

| 2018  | 2019  | 2020  | 2021* | 2022  | 2023  |
| ----- | ----- | ----- | ----- | ----- | ----- |
| 9 290 | 9 250 | 9 178 | 8 787 | 8 995 | 9 109 |

## Patrimoine

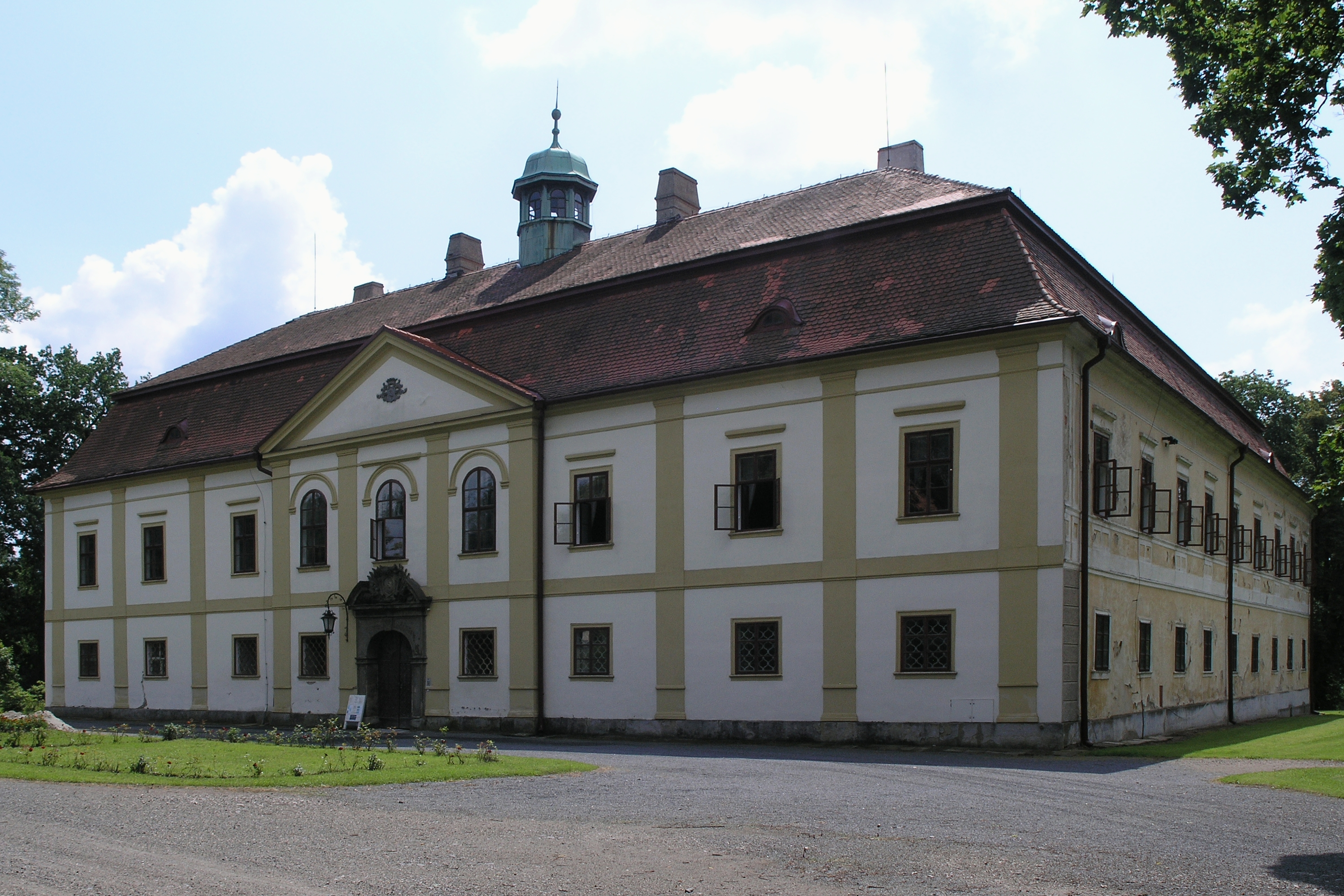
Le château de Chotěboř.

## Transports
Par la route, Chotěboř se trouve à 11,5 km de Ždírec nad Doubravou, à 17 km de Havlíčkův Brod, à 43,5 km de Jihlava et à 110 km de Prague.